# Martine Tanghe
Pour les articles homonymes, voir Tanghe.
Martine Tanghe, née le 23 novembre 1955 à Bellem (Flandre-Orientale) et morte le 23 juillet 2023 à Lubbeek (Brabant flamand),, est une journaliste et présentatrice belge travaillant sur la chaîne de télévision publique Één.

## Biographie
Martine Tanghe a étudié la philologie germanique à la KU Leuven.
Après 43  ans de service, elle part à la retraite le 30 novembre 2020. A cette occasion, elle reçoit le Grand Prix Jan Wouters (nl)  pour l'excellence de sa langue.

## Distinction
Commandeure de l'ordre de la Couronne à titre posthume (en novembre 2023).